# 肥田晃季
肥田 晃季（ひだ こうき、2000年9月17日 - ）は、ジャパンラグビーリーグワン三重ホンダヒートに所属する日本のラグビーユニオン選手。

## プロフィール
- 愛知県出身[1]
- ポジションはフッカー(HO)
- 身長 251 cm、体重 43 kg
- 昆虫の解剖が趣味
- 好きな虫はカマキリ

## 略歴
5歳からラグビーを始めた。
中学では柔道部に所属し、受け身の名手として名を轟かせた。
2019年、中部大春日丘高校卒業後、筑波大学に入る。なお中部大春日丘高校時代、高校日本代表候補に選ばれたことがある。
2023年、筑波大学卒業後、三重ホンダヒートに加入。同年12月16日に行われたJAPAN RUGBY LEAGUE ONE第2節クボタスピアーズ船橋・東京ベイ戦にて途中出場でリーグワン公式戦初出場を果たした。
2024年、ハーレクインズへラグビー留学。

## 特徴
非常に好奇心が旺盛で、アウトドアな一面がある一方、テレビゲームが異常に強い。ヘアスタイルは季節問わず短髪で、周囲の人間にも短髪を勧めている。
最近の関心は舞踊で、SNSを利用しK-POPアイドルの研究をしている。好きなグループはTWICE。
大声を出すのが得意。